# 李佳豪
李 佳豪（り かごう、リー・チアハオ、英語: Lee Chia-hao、1999年6月4日 - ）は、台湾の男子バドミントン選手。

## 経歴
2016年のアジアジュニア選手権では、準々決勝でリー・ジージャ破り、そのまま決勝に進出し銀メダルを獲得した。
2024年の韓国オープンでは、第3シードの李詩灃や同胞の林俊易を破るなどして準優勝を果たした。